# Érd felső megállóhely
Érd felső megállóhely egy Pest vármegyei vasúti megállóhely Érd városában, a MÁV üzemeltetésében. A város központja közelében helyezkedik el – alig 150-200 méterre Érd alsó megállóhelytől –, közúti elérését csak önkormányzati utak biztosítják.

## Vasútvonalak
A megállóhelyet az alábbi vasútvonalak érintik:
- Budapest–Pécs-vasútvonal

## Kapcsolódó állomások
A megállóhelyhez az alábbi állomások vannak a legközelebb:
- Érdliget megállóhely (Budapest–Pécs-vasútvonal)
- Tárnok vasútállomás
- Érd vasútállomás (Budapest–Pécs-vasútvonal)

## Megközelítés tömegközlekedéssel
- Helyközi busz:  700, 705, 710, 712, 715, 720, 722, 731, 733, 734, 735, 736, 738, 741, 742, 744, 745, 746, 755
- Távolsági busz:  1120, 1134

## Forgalom
| Járat | Útvonal | Gyakoriság                                                                    |
| ----- | --- | ----------------------------------------------------------------------------- |
| S35   | Budapest-Déli – Budapest-Kelenföld – Budafok → (Nagykanizsa felé: Budatétény → Barosstelep → Érdliget → Érd felső → Tárnok → Martonvásár → Baracska → Pettend → Kápolnásnyék; Budapest felé: ← Érd alsó) – Velence – Velencefürdő – Gárdony – Agárd (→ Dinnyés) – Székesfehérvár – Maroshegy – Lepsény – Balatonaliga – Balatonvilágos – Szabadisóstó – Szabadifürdő – Siófok – Balatonszéplak felső – Balatonszéplak alsó – Zamárdi felső – Zamárdi – Szántód – Balatonföldvár – Balatonszárszó – Balatonszemes – Balatonlelle felső – Balatonlelle – Balatonboglár – Fonyódliget – Fonyód – Bélatelep – Alsóbélatelep – Balatonfenyves – Balatonfenyves alsó – Máriahullámtelep – Máriaszőlőtelep – Balatonmáriafürdő – Balatonberény – Balatonszentgyörgy – Vörs – Zalakomár – Zalaszentjakab – Nagykanizsa | Nyáron napi 1 Nagykanizsa felé                                                |
| S40   | Budapest-Déli – Budapest-Kelenföld – Budafok – Háros – Budatétény – Barosstelep – Nagytétény-Diósd – Érdliget – Érd felső – Érd – Százhalombatta – Dunai Finomító – Ercsi – Iváncsa – Pusztaszabolcs – (közvetlen kocsikkal tovább Szabadegyháza – Sárosd – Nagylók – Sárbogárd – Rétszilas – Sáregres – Simontornya – Tolnanémedi – Pincehely – Belecska – Keszőhidegkút-Gyönk – Szárazd – Regöly – Szakály-Hőgyész – Dúzs – Csibrák – Kurd – Döbrököz – Dombóvár) | 1-3 óránként                                                                  |
| G40   | (Dombóvár → Döbrököz → Kurd → Csibrák → Dúzs → Szakály-Hőgyész → Regöly → Szárazd → Keszőhidegkút-Gyönk → Belecska → Pincehely → Tolnanémedi → Simontornya → Sáregres → Rétszilas →) Sárbogárd → Nagylók → Sárosd → Szabadegyháza → Pusztaszabolcs → Iváncsa → Százhalombatta → Érd → Érd alsó → Tétényliget → Budapest-Kelenföld → Budapest-Déli | Munkanapokon napi Munkanapokon és vasárnap napi 1 Dombóvár felé Budapest felé |
| S42   | Budapest-Déli – Budapest-Kelenföld – Budafok – Háros – Budatétény – Barosstelep – Nagytétény-Diósd – Érdliget – Érd felső – Érd – Százhalombatta – Dunai Finomító – Ercsi – Iváncsa – Pusztaszabolcs – Adony – Kulcs – Rácalmás – Dunaújváros | 1-4 óránként                                                                  |
| Z42   | Budapest-Déli – Budapest-Kelenföld – Érd felső – Százhalombatta – Iváncsa – Pusztaszabolcs – Adony – Kulcs – Rácalmás – Dunaújváros | Munkanapokon napi 4 Dunaújváros felé, napi 2 Budapest felé                    |
| G43   | Kőbánya-Kispest – Ferencváros – Budapest-Kelenföld – Budafok – Budatétény – Barosstelep – Érdliget – Érd felső – Tárnok – Martonvásár – Baracska – Kápolnásnyék – Velence – Gárdony – Agárd – Székesfehérvár | Óránként                                                                      |
| G43   | Székesfehérvár → Dinnyés → Agárd → Gárdony → Velencefürdő → Velence → Kápolnásnyék → Pettend → Baracska → Martonvásár → Tárnok → Érd felső → Érdliget → Barosstelep → Budatétény → Budafok → Budapest-Kelenföld → Ferencváros → Kőbánya-Kispest | Kora reggel 3 Budapest felé                                                   |
| G44   | Tárnok → Érd felső → Érdliget → Barosstelep → Budatétény → Budafok → Budapest-Kelenföld → Budapest-Déli | Napi 1 Budapest felé                                                          |